# Olyan, mint te (Lost)
2009. március 25-én került először adásba az amerikai ABC csatornán a sorozat 94. részeként. Edward Kitsis és Adam Horowitz írta, és Greg Yaitanes rendezte. Az epizód Sayid centrikus.
|  | Alább a cselekmény részletei következnek! |

## Az előző részek tartalmából
A kis Ben a dzsungelben találkozott Richard Alperttel, és megkérte, vigye magával a saját embereihez. A férfi közölte, ehhez nagyon türelmesnek kell lennie a fiúnak. A Sziget elhagyása után Sayid bérgyilkosként dolgozott Linusnak, hogy eltegyék láb alól azokat az embereket, akik veszélyt jelentenek a barátaikra. Az irakit később elkapta egy nyomozó, aki az Ajira 316-os járatán szállította volna Guamba. Ám ehelyett az 1977-es Szigeten kötöttek ki, ahol a megbilincselt Jarrah-ra a Dharmánál dolgozó Jin talált rá. Munkaköri kötelességének eleget téve fogdába zárták Sayidot, akinek a fiatal Ben vitt ételt.

## Flashback
Tikrit, Irak: Egy apa megparancsolja fiának, hogy öljön meg egy csirkét, csak úgy mehet vissza a házba, ám a gyerek nem képes megtenni ezt. A testvére egy marék maggal magához csalogat egy szárnyast, majd kitöri a nyakát, és átadja a tehetetlen gyereknek. Az apa épp ekkor lép ki a házból, és megörül a látványnak. Az idősebb fia elmondja, hogy nem ő végezte el a feladatot. A férfi szerint legalább a másik gyerekből igazi férfi válik. Odalép hozzá, és megdicséri a kis Sayidot.

## A Sziget
A fiatal Ben újabb szendvicset visz a rabnak, de most egy könyvet is mellékel hozzá. Megkérdezi, hogy Richard küldte-e. Elmeséli, hogy 4 évvel korábban találkozott vele, és akkor azt mondta a férfi, hogy legyen türelmes, egyszer majd csatlakozhat hozzájuk. Felajánlja Sayidnak, amennyiben ő is türelmes lesz, segít neki.

## Flashback
Moszkva, Oroszország: Egy férfi menekül be a lakásába, bezárja maga után az ajtókat, de hallja, hogy üldözője sorra betöri azokat. Gyorsan kinyitja a széfét, és elővesz belőle több köteg pénzt, amivel az időközben rátörő, és az őt meggyilkolni szándékozó Sayidot akarja lefizetni. Az iraki nem hagyja magát, lelövi a férfit. Ezt követően elmegy egy parkolóba, ahol Ben már várja. Az újabb célpont után kérdez, mire Linus közli, nincs több, minden veszélyes emberrel végeztek. Jarrah nem tudja, mihez kezdjen így. Benjamin azt javasolja neki, élje az életét, hiszen szabad ember.

## A Sziget
Goodspeed és Radzinsky meglátogatják a foglyukat. Horace kiszabadítja az iraki kezeit, majd bemutatkozik. Sayid válaszul nem szól egy szót sem. Goodspeed szeretné tudni, mit keresett a dzsungelben. Két lehetőséget tart elképzelhetőnek. Egyik, hogy nézeteltérése támadt a társaival, ezért elmenekült. Ez esetben a Dharma segítene neki. A másik lehetőség, hogy kémként próbál beépülni. Jarrah nem beszél, ezért Horace tudatja vele, hogy egy órát ad a gondolkodásra. Ha akkor sem lesz eredmény, más módszerekhez folyamodik.
Juliet az ablakon bámul kifelé. Sawyer észreveszi, hogy kész a szalonna, ezért odaszól a doktornőnek, majd megkérdezi, mit néz. Látja, ahogy Jack és Kate elsétálnak, így egyből megérti a helyzetet. Burke szerint vége a családi idillnek, nem gondolta volna, hogy társaik valaha visszatérnek. Tart attól, hogy Sayid elmondja az igazat, ám James úgy véli, ez nem fog bekövetkezni, mivel ő kézben tartja a dolgokat. Ekkor kopogtatnak az ajtón. Horace az, aki közli, hogy a fogoly nem beszél, ezért el kell vinni Oldhamhez. Ford tiltakozik, kiejelnti, először ő próbálkozna a rabbal. Goodspeed beleegyezik, habár úgy gondolja, semmit sem fog mondani.
James lemegy a biztonsági központba, és kiküldi Philt ebédelni. Ezt követően belép a cellához, és megkérdezi barátját, hogy van. Sayid nem érti, hogy tudnak együtt élni a 12 éves Bennel, ám Sawyer szerint nem tehetnek semmit. Viszont az elmúlt 3 év alatt olyan befolyást épített fel, amivel könnyedén megmentheti. Kinyitja az ajtót, besétál a rácsok mögé, elnézést kér az irakitól, majd lefejeli. Ismerteti a tervét, miszerint azt fogja állítani a többieknek, hogy a fogoly vallott, de nem adta könnyen magát. Felajánl információkat az ellenségről, cserébe pedig a faluban lakhat. Jarrah csak azt szeretné, ha elengedné, de Ford ezt nem teheti, mivel bíznak benne, és egy egész jó életet épített fel maga köré, ami így pillanatok alatt összedőlhetne. Felajánlja a választási lehetőséget Sayidnak: vagy beáll a Dharmába, vagy egyedül marad. A férfi utóbbit választja.
Az étkezőben Hurley az iraki felől érdeklődik. Jack közli, Sawyer nem beszélt róla, csak megkérte, hogy hagyja békén, hadd tegye a dolgát. Kate szerint Juliet beszélni fog, de Hugo nem osztja ezt a véleményt, mivel James és Juliet együtt vannak. Austen nem tudja ezt mire vélni, ezért Reyes elmondja, hogy együtt élnek, ahogy régen Jack és Kate is. A doki finoman jelzi barátjának, hogy nem kellene erről beszélni, így Hurley fel is áll az asztaltól, hogy visszamenjen a konyhába dolgozni.
Roger Linus nyit be a cellához, hogy feltakarítson. A takarító nem érti, hogyan kaphatták el az idióta társai az ellenség egy emberét, mikor ők a „dzsungel királyai”. Sayid azzal vág vissza, hogy mindezt egy olyan ember mondja, aki az idióták után takarít. Roger kijelenti, kíváncsi, hogy Oldham után is ilyen nagy szája lesz-e a fogolynak. Közben megjelenik Ben is egy újabb szendviccsel. Az idősebb Linus átlát fia meséjén, miszerint az ételt neki hozta, mivel neki sosem csinált semmit. Elkapja a karjánál fogva, a rácsokhoz löki, és megkérdezi, hogy a rabnak hozta-e. A fiú sírva beismeri, mire Roger hazaküldi, majd ő is utána indul.

## Flashback
Santo Domingo, Dominikai Köztársaság: Sayid egy építkezésen dolgozik, mikor meglátogatja Ben. Elmondja, hogy Locke-ot meggyilkolták. Ez valószínűleg bosszú lehet azért, mert ők Widmore embereit végezték ki. Éppen ezért Jarrah is veszélyben van, hiszen bármikor megtalálhatják. Hurley-t már figyelik is az elmegyógyintézetben. Az iraki megkérdezi, hogy csak azért jött-e el hozzá, hogy megkérje, ölje meg azt az embert? Linus szerint Sayid egy született gyilkos, aki nem vacillál, hanem öl. Az iraki kijelenti, ő nem szeret gyilkolni. Ben elnézést kér, mivel félreismerte őt, majd távozik.

## A Sziget
Egy kisebb csapat lemegy Sayidért a cellába. Sawyer ad egy utolsó lehetőséget az önkéntes vallomásra, ám ezt az iraki nem használja fel. James egy sokkolóval kiüti barátját, majd elindulnak vele Oldhamhoz, aki mint kiderül egy vallató. Oldham egy kockacukrot beáztat valamiféle szerben, amit lenyeltet a fához kötöztetett Jarrah-val. Ennek a segítségével a rab el fogja mondani az igazat.

## Flashback
Los Angeles, USA: Sayid faképnél hagyja a kikötőben Jacket és Bent, akire Sun fegyvert szegez. Elmegy egy bárba, ahol megiszik pár pohár MacCutcheon whisky-t. Szóba elegyedik a mellette ülő nővel, akit mi már láttunk, ő Ilana. Jarrah prostituáltnak gondolja a nőt, de ő ezen nem sértődik meg. Inkább afelől érdeklődik, hogy mivel foglalkozik a férfi, mikor nem egy bárban iszogat. Sayid elmondja, nemrég hagyott fel az egyetlen dologgal, amihez ért. Ilana szerint azért szomorú, mert vannak emberek, akik arra csábítják azokat, akik jók valamiben, hogy ne hagyják abba azt a dolgot. Az iraki megkérdezi, honnan tud ennyit a csábításról. Ilana kijelenti, akkor mondja csak el, ha meghívja egy italra.

## A Sziget
Oldham szerint a szer elérte hatását, így kérdezgetni kezdi a rabot. Elsőként a nevét tudja meg. Hamarosan azt is elmondja Sayid, hogy az Ajira 316-os járatával tért vissza a Szigetre, mivel már volt itt, csak akkor az Oceanic 815-össel. Szerinte erről nyugodtan megkérdezhetik Sawyert is. James a háttérben nyugtalanul mászkál, de szerencséjére Radzinsky inkább a Lángról szeretne hallani. Jarrah tömören elmeséli, mit tud a Lángról, a Gyöngyről és a Hattyúról. Az emberek meglepődnek, hiszen a Hattyút még meg sem építették, mégis tudja a feladatát az idegen, ezért valószínűleg kém. Sayid kijelenti, hogy mind meg fognak halni, meg fogják őket ölni. Goodspeed megkérdezi, honnan tudja ezt ennyire biztosan. Az iraki közli, a jövőből jött. Oldham úgy véli, túl nagy adagot adott be, ám Jarrah nevetve biztosítja róla, éppen eleget használt.
Juliet Kate-nek mutogatja, hogy melyik szerszámot merre találja. Megállnak, ekkor Burke rákérdez, Jack elmondta-e, hogy együtt vannak Sawyerrel. Austen közli, Hurley-től tudta meg. A doktornő megkönnyebbül, mivel nem tudta volna úgy elmondani, hogy ne érződjön benne, hogy távol akarja tartani Kate-et Jamestől. Közben a kisbusszal visszatértek Radzinsky-ék a vallatásról.
Néhány rangosabb alkalmazott összegyűlt Horace házában, hogy megvitassák a fogoly sorsát. Radzinsky egyértelműen amellett áll, hogy végezzenek vele, és Goodspeed is hajlik erre. Sawyer próbál még időt nyerni, de Amy keresztülhúzza számításait azzal, hogy Radzinsky mellé áll. Azzal érvel, hogy a rab veszélyt jelenthet rájuk és a gyerekekre is. A szavazás megkezdődik. James kivételével mindenki Radzinsky javaslatát támogatja, és mivel Horace egyhangú döntést akar, Ford is kénytelen beleegyezni.

## Flashback
Los Angeles, USA: Sayid és Ilana már egy hotelszobában vannak. A nő az ágyon fekszik, s megkéri az irakit, hogy vegye le a cipőjét. Jarrah gyanútlanul nekikezd, mikor Ilana megrúgja, az ágyra taszítja, majd fegyvert szegez rá. Közli, hogy Peter Avellino (akit Sayid a Seychelle-szigeteken ölt meg egy golfpályán) családja bérelte fel, hogy elvigye Guamba.

## A Sziget
Sawyer meglátogatja Sayidot a cellában. Megkéri, hogy üsse meg, majd vegye ki a kulcsokat a zsebéből, aztán menjen fel, és fegyverezze le Philt, de ne lője le. Ezt követően meneküljön el. Jarrah értékeli az ajánlatot, de nem él vele. James nem érti, miért gondolta meg magát barátja, főleg mikor éppen megszavazták a kivégzését. Az iraki kijelenti, hogy mikor visszakerült a Szigetre, nem értette, mi dolga lenne. Most viszont már pontosan tudja, mit kell tennie.
Sawyer bekopog Kate-hez, és megkérdezi, miért jöttek vissza. A nő közli, azt nem tudja, hogy a többiek miért tértek vissza, csak azt tudja, hogy ő miért. Ezt azonban nem tudja elmondani, mivel egy lángoló kisbusz belehajt az egyik házba, és rögtön lángra lobbantja azt. A környező házakból kirohannak az emberek segíteni, Jack is köztük van. James megjegyzi, hogy három év alatt egyetlen kisbuszt sem gyújtottak fel, de most, hogy egy napja visszatértek a Szigetre, egyből bajok vannak. Miután ezt kiadta magából, elküldi a dokit a tömlőhöz. Aztán rádión szól minden biztonságinak, hogy azonnal menjenek a 15-ös házhoz. Phil is így tesz, elhagyja a biztonsági központot. A fiatal Ben pont erre várt. Bemegy a cellákhoz, és megkéri Sayidot, hogy vigye el az embereihez. Jarrah beleegyezik, hiszen szerinte épp ezért van itt.

## Flashback
Los Angeles, USA: A repülőtéren Sayid észreveszi Hurley-t, Jacket és Kate-et. Megkéri Ilana-t, hogy a következő géppel menjenek, de a nő hajthatatlan. Az iraki a fedélzeten meglátja Sunt is, majd az utolsó pillanatban érkező Bent is. Odahajol kísérőjéhez, és megkérdezi, hogy Benjamin Linusnak dolgozik-e. Ilana közli, nem tudja, kiről beszél. Jarrah elmondja, hogy Ben egy hazug, manipuláló ember, aki a saját lányát is feláldozta a saját élete megmentéséért, emellett pedig tömeggyilkosságot is elkövetett. A nő nem érti, miért dolgozna egy ilyen embernek. Sayid felfedi, hogy ő ezt tette.

## A Sziget
Ben kiengedi Sayidot. A dzsungelben rohannak, amikor észrevesznek egy feléjük közeledő kisbuszt. Elbújnak a fák között, de a sofőr felfigyelt rájuk. Kiszáll a járműből, ekkor láthatjuk, hogy ő Jin. Jarrah elmondja, hogy Sawyer elengedte, mert meg akarták ölni, de ezt a többiek nem tudják, éppen ezért menekülnie kell. Időközben a rádióban bejelentik, hogy a fogoly megszökött. Kwon közli, előbb beszél Jamesszel. Már bele is szól a rádióba, mikor Sayid leüti őt. Ben előbújik a fák közül, és felszólítja az irakit, hogy sietniük kell, mivel az őr szólt LaFleur-nak. Jarrah tudatja a fiúval, hogy igaza volt vele kapcsolatban, tényleg egy gyilkos. Benjamin értetlenkedik, erre Sayid felemeli Jin pisztolyát, és nehezen bár, de lelövi a fiút, majd elszalad.